# تيريزا مالكيل
تيريزا سيربر مالكيل (1 مايو 1874 – 17 نوفمبر 1949)، ناشطة عمالية أمريكية ومعلمة ومدافعة عن حق المرأة في الاقتراع. كانت أول امرأة تنتقل من العمل في المصانع إلى قيادة الحزب الاشتراكي. أسهمت روايتها (مذكرات مرتدية القميص المضربة) التي نشرت عام 1910 بشكل كبير في إصلاح قوانين العمل في ولاية نيويورك. وبصفتها رئيسة للجنة الوطنية للمرأة في الحزب الاشتراكي الأمريكي فقد أسست اليوم الوطني للمرأة الذي مهد لظهور اليوم العالمي للمرأة. في عام 1911 أثناء قيامها بجولة في أمريكا الجنوبية، لفتت انتباه العالم إلى مشكلة تفوق العرق الأبيض داخل الحزب. أمضت سنواتها الأخيرة في الترويج لتعليم الكبار للنساء العاملات.

## حياتها المبكرة
ولدت تيريزا سيربر في بار، محافظة بودوليا، الإمبراطورية الروسية (حاليًا بار، فينيتسا أوبلاست، أوكرانيا) في 1 مايو 1874، وكانت واحدة من سبع أخوات. كانت سيربر وعائلتها من اليهود وتعرضوا للاضطهاد في روسيا فهاجروا إلى الولايات المتحدة واستقروا في الجهة الشرقية السفلى من مدينة نيويورك في عام 1891، عملت تيريزا البالغة من العمر سبعة عشر عامًا كصانعة عباءات في مصنع للملابس.